# 碳矽鹼鈣石
碳矽鹼鈣石（英語：Carletonite）是一種稀有的矽酸鹽礦物，化學式為KNa4Ca4(CO3)4Si8O18(F,OH)·H2O。
它是一種頁矽酸鹽礦物，是魚眼石族的一員。它的四方晶系晶體呈半透明的藍色、白色、無色或粉紅色，具有玻璃到泥土光澤。它的密度為2.45，硬度為4-4.5。
它是由G.Y Chao發現，並以他就讀的學校渥太華卡爾頓大學命名。它於1969年首次在加拿大魁北克Mont Saint-Hilaire發現。在聖-伊萊爾山的模式產地是唯一被報導的產地。
它出現在霞石正長岩侵入體和附近的角岩與矽質大理石捕虜岩中。與石英、短柱石、方解石、螢石、碳鍶鈰石、輝鉬礦、淡鋇鈦石（leucosphenite）、矽鈉鈦礦、方鉛礦、鈉長石、針鈉鈣石、魚眼石、白針柱石、微斜長石和鈉鐵閃石伴生。